# Astragalus foliolosus
Astragalus foliolosus là một loài thực vật có hoa trong họ Đậu. Loài này được (A. Gray) E. Sheld. miêu tả khoa học đầu tiên năm 1894.